# Friedrich Peltz
Friedrich Peltz (* 8. Juli 1844 in Halberstadt; † 5. Oktober 1914 in Wernigerode; vollständiger Name: Friedrich Carl Peltz) war ein deutscher Architekt und preußischer Baubeamter.

## Werdegang
Friedrich Peltz war vermutlich Schüler der Berliner Bauakademie, wo er nach mehrjährigem Studium am 17. Dezember 1870 auch die erste Staatsprüfung mit dem Bauführer-Examen ablegte. Nach weiteren Jahren der praktischen wie theoretischen Schulung folgte im Juni 1875 die Zweite Staatsprüfung zum Regierungsbaumeister. In Anerkennung seiner während der Prüfung dargelegten Talente wurde Peltz 1876 ein Stipendium über 1800 Mark zur Vervollkommnung seiner Kenntnisse auf Studienreisen zugestanden. Die so Ausgezeichneten verwandten zu dieser Zeit ihre Stipendien häufig zum Studium der Neurenaissance für Aufenthalte in Italien und Frankreich. In der Folge wirkte Peltz gemeinsam mit Johann Eduard Jacobsthal an den Entwürfen für den Landgerichtsneubau in Dortmund, bevor er im Oktober 1885 als Landbauinspektor im technischen Büro der Bauabteilung des preußischen Ministeriums der öffentlichen Arbeiten in Berlin zur Anstellung kam.
Im Februar 1886 wurde Peltz nach Halle versetzt und mit der Entwurfsausarbeitung sowie anschließenden Bauleitung für das Empfangsgebäude am dortigen Bahnhof beauftragt. Mit dieser Aufgabe blieb er als technisches Mitglied an der Königlichen Regierung in Potsdam bis zu dessen Umsetzung zum Mai 1892 befasst. Um die Jahreswende 1894/1895 erfolgte ein weiterer Wechsel nach Posen, wo Peltz nach kurzer Zeit zum Regierungs- und Baurat ernannt und an die dortige Königliche Regierung überwiesen wurde. Seine letzte Dienststation trat Friedrich Peltz im Oktober 1900 an und wechselte als Leiter der Hochbauabteilung an die Königliche Regierung in Stade.
Unmittelbar nachdem Peltz zum 1. April 1912 in den Ruhestand versetzt wurde verließ er Stade und verzog nach Wernigerode. Dort starb er verwitwet 1914.

## Ehrungen
- 1894: Charakter als Baurat[11]
- 1903: Charakter als Geheimer Baurat[12]
- 1912: preußischer Kronen Orden III. Klasse (zum Eintritt in den Ruhestand)[13]

## Werk

### Bauten und Entwürfe
- 1879–1882: Landgericht Dortmund (Ausführung; Entwurf gemeinsam mit Johann Eduard Jacobsthal)[14]
- 1886–1892: Hauptbahnhof Halle
- 1890–1891: Dienstgebäude am Lokomotivschuppen auf dem Hauptbahnhof Halle (Entwurf durch Peltz; Ausführung durch Regierungsbaumeister Königer)
- 1899–1901: Gymnasium Stade (Oberleitung von 1900 bis 1901; Ausführung durch Kreisbauinspektor Erdmann unter Hilfe von Regierungsbaumeister Riess)[15]
- 1903–1905: Land- und Amtsgericht Stade (Entwurf im preußischen Ministerium der öffentlichen Arbeiten unter Leitung des Geheimen Oberbaurats Paul Thoemer; Ausführung unter der Oberaufsicht von Peltz durch den Kreisbauinspektor Erdmann, Stade; örtlicher Bauleiter: Regierungsbaumeister Holm)[16]

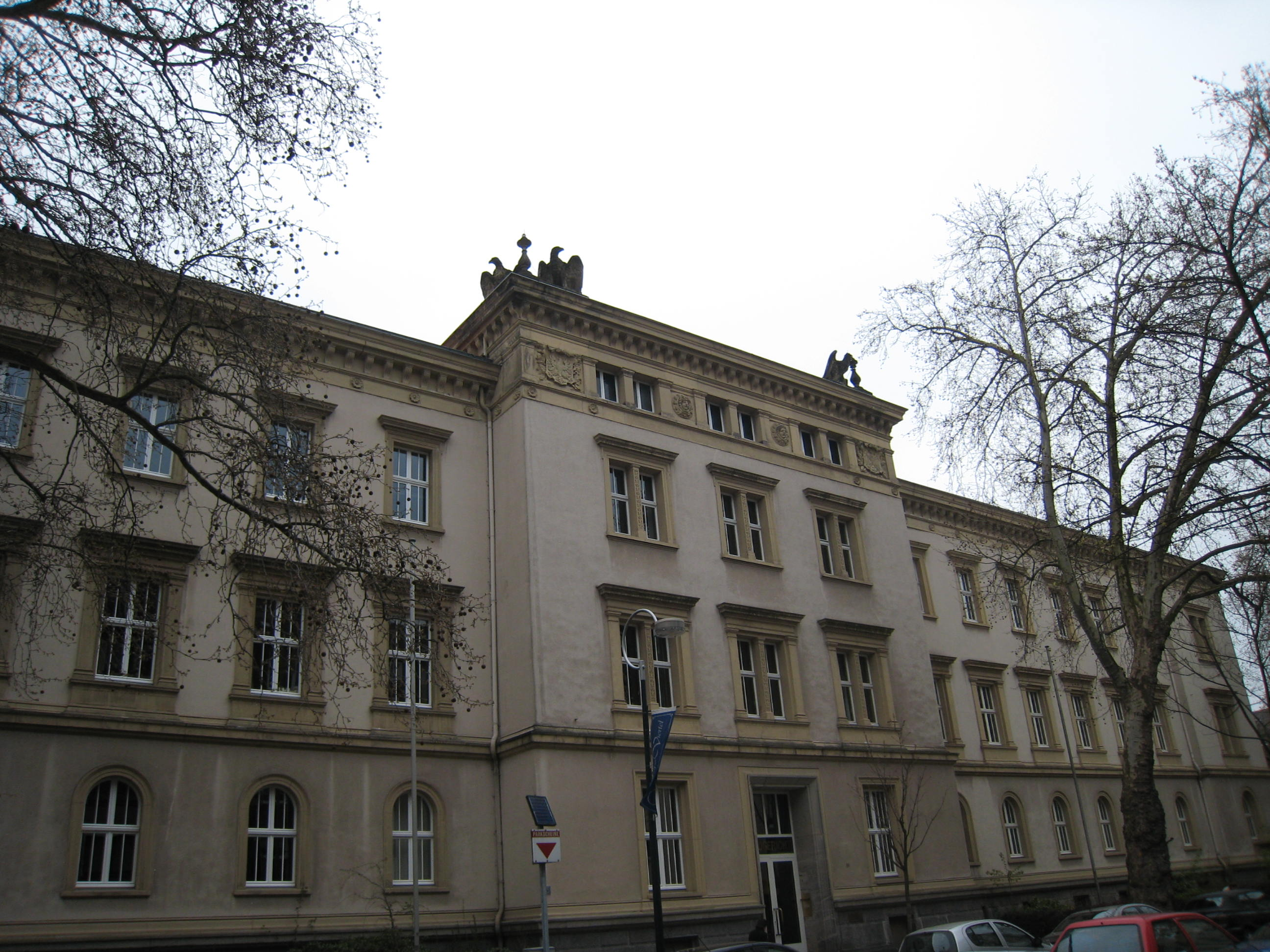
Landgericht Dortmund
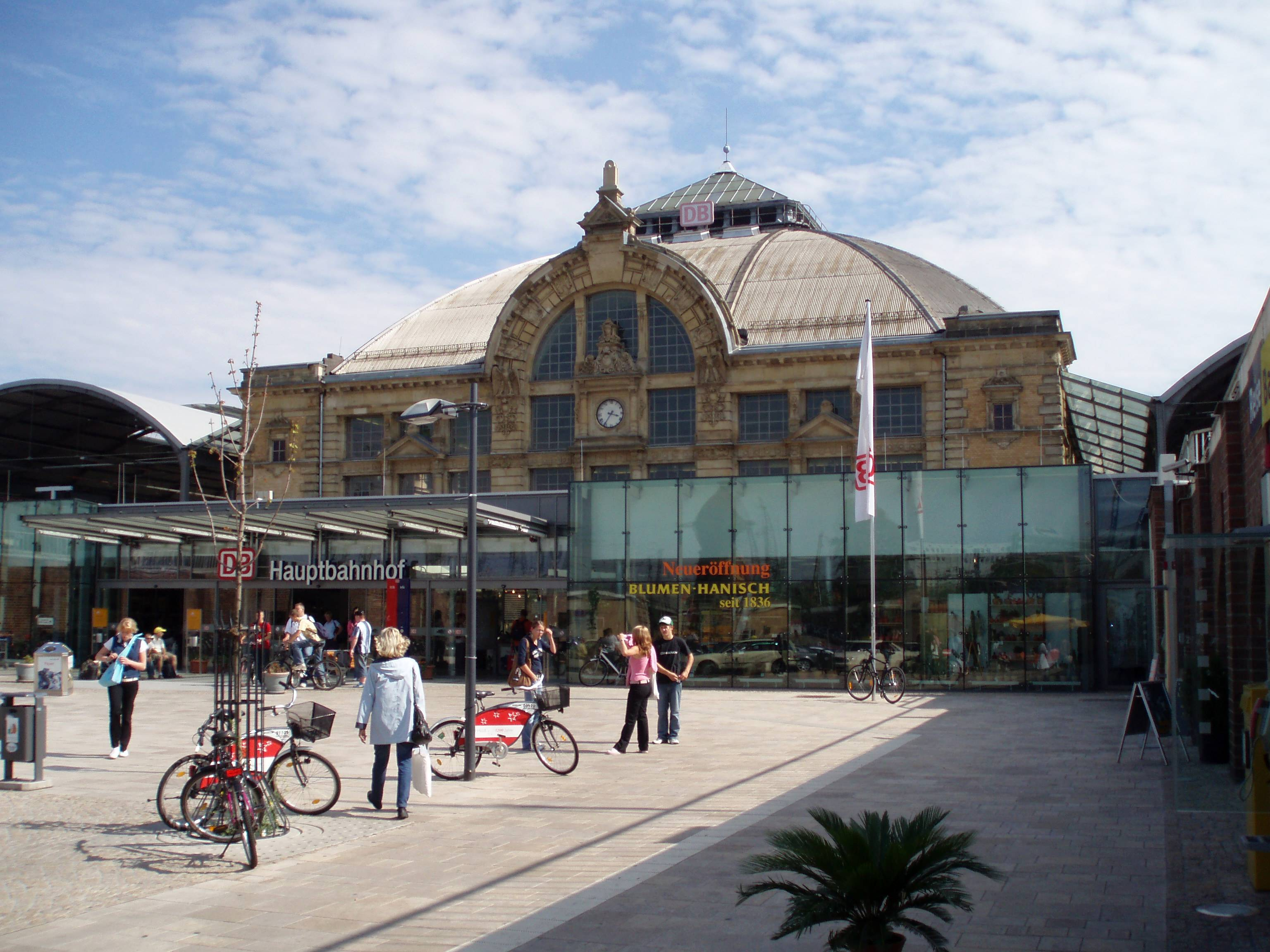
Halle (Saale) Hauptbahnhof
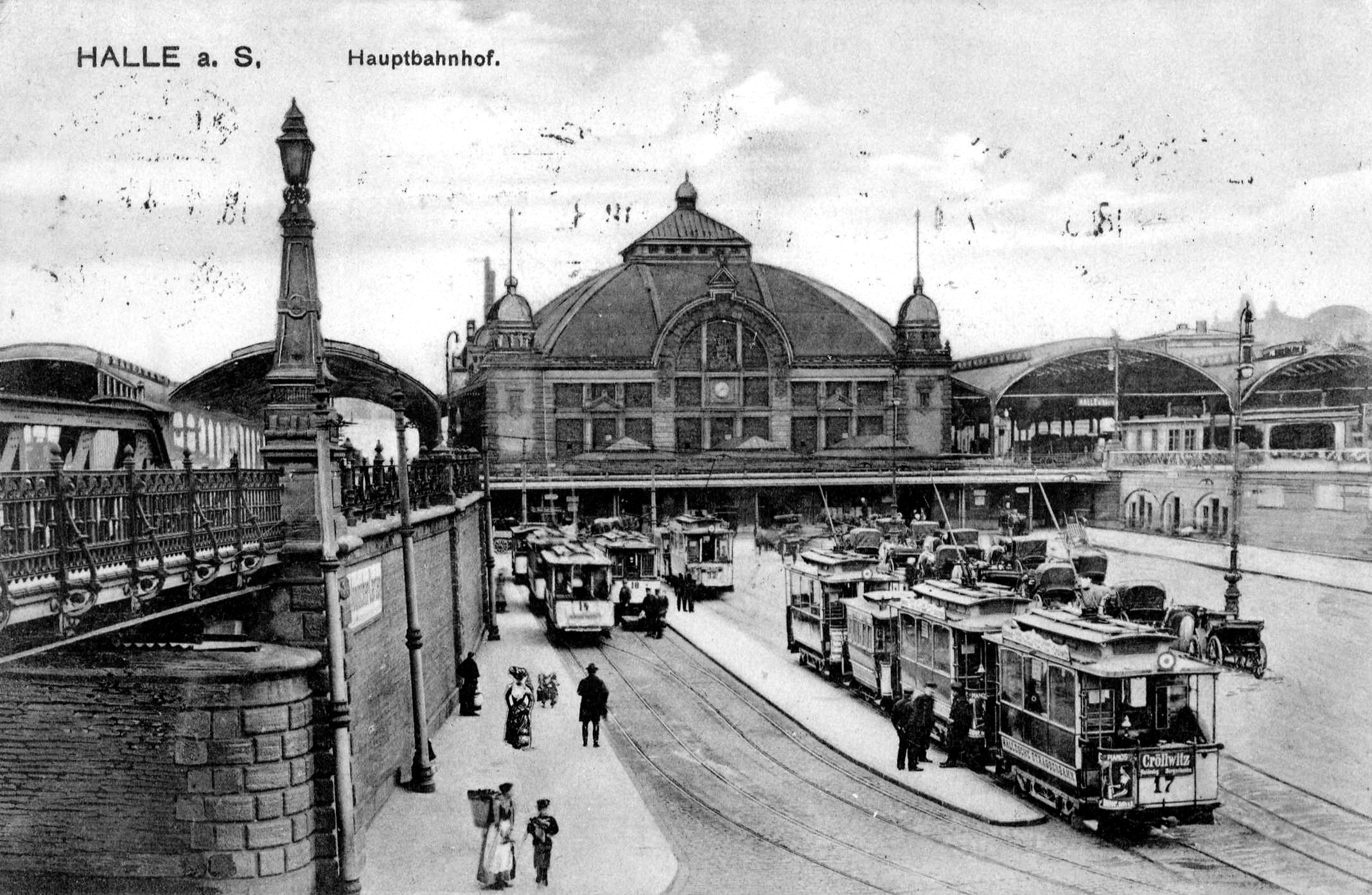
Der Hauptbahnhof auf einer Postkarte um 1900
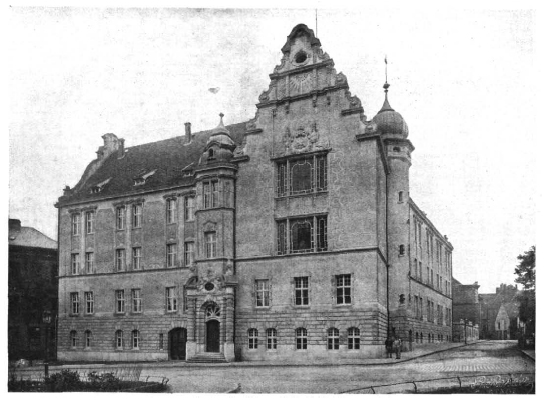
Land- und Amtsgericht Stade um 1906
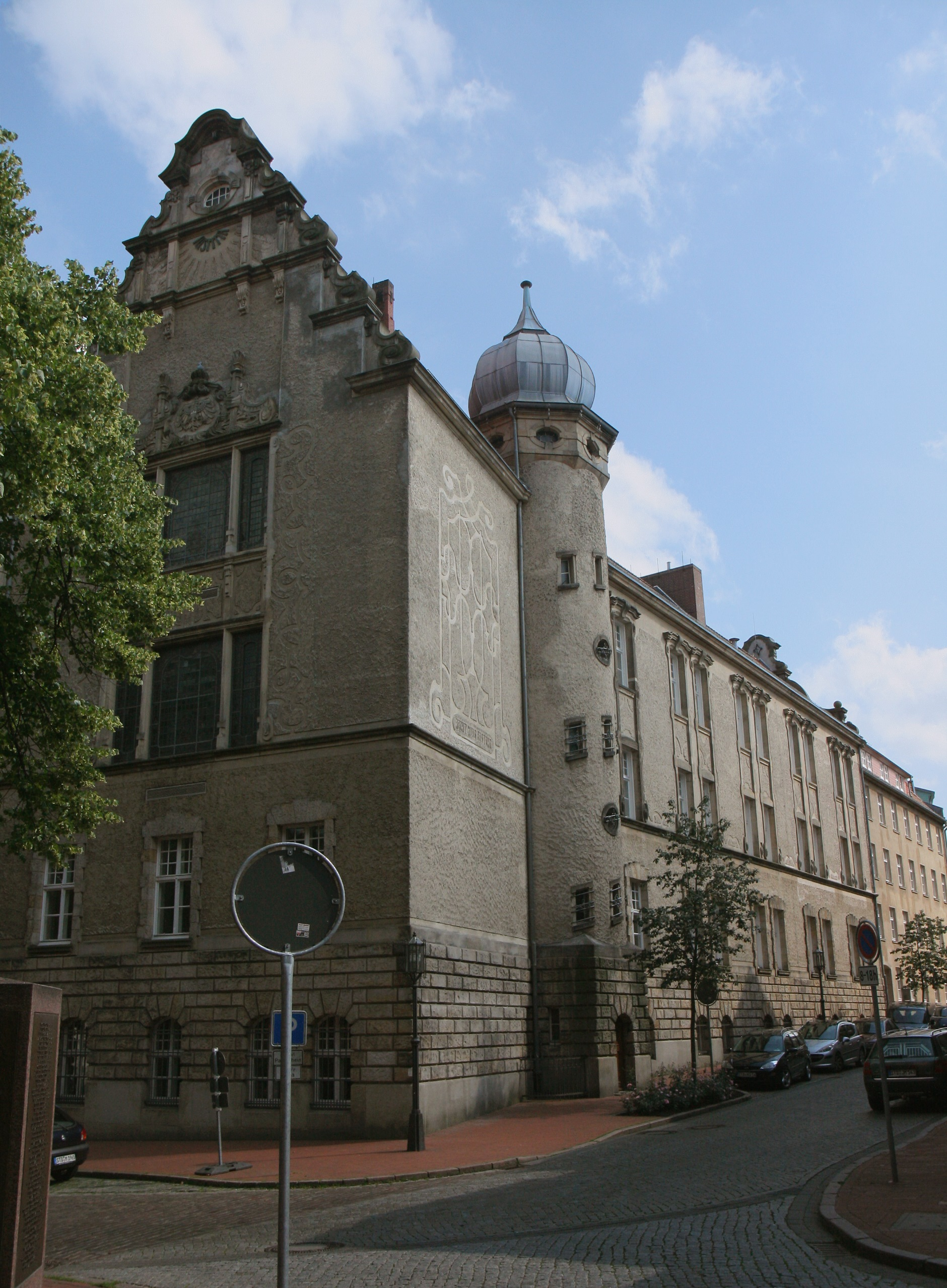
Landgericht Stade

### Schriften
- Die neue Trink- und Wandelhalle in Bad Kissingen. Architekt Geheimer Hofrat Professor Max Littmann in München. In: Zentralblatt der Bauverwaltung, 32. Jahrgang 1912, Nr. 77 (vom 21. September 1912), S. 489–493 und Nr. 79 (vom 28. September 1912), S. 505–509.